# Crataegus magniflora
Crataegus magniflora — вид рослин із родини трояндових (Rosaceae).

## Біоморфологічна характеристика
Це кущ чи дерево заввишки 40–70 дм. Молоді гілочки зеленуваті, голі або рідко волохаті; колючки на гілочках від прямих до вигнутих, зазвичай ± міцні, 2–4 см. Листки: ніжки листків 30–40% довжини пластини, від майже голих до волосистих, залозисті чи ні; пластини від яйцеподібних до дельтато-яйцеподібних, 6–10 см, верхівки часток загострені, краю пилчасті, іноді подвійно пилчасті, адаксіально як правило густо шершаві молодими. Пиляки від рожевих до трояндово-пурпурних. Яблука зазвичай яскраво-червоні, від майже округлих до ± яйцеподібних, 10–14 мм у діаметрі, часто рідко запушені (особливо на кінцях). 2n = 68. Цвітіння: травень; плодоношення: вересень і жовтень.

## Середовище проживання
Вид зростає у пн.-сх. і пн.-цн. США (Іллінойс, Массачусетс, Мічиган, Нью-Йорк, Пенсильванія, Вісконсин) й пд.-сх. Канаді (Онтаріо). Населяє чагарники, узлісся, огорожі, зарослі пасовища; на висотах 20–300 метрів.